# Eryngium pyramidale
Eryngium pyramidale är en flockblommig växtart som beskrevs av Pierre Edmond Boissier och Heinrich Carl Haussknecht. Eryngium pyramidale ingår i släktet martornar, och familjen flockblommiga växter. Inga underarter finns listade i Catalogue of Life.